# Евандер
Евандер или Евандар, Еуандар, Еуандер (грч. Εὔανδρος), у значењу „добар“ или „снажан човек“, је у грчкој и римској митологији био Аркађанин, син Хермеса и нимфе Карменте.

## Митологија
Као његова мајка наводи се и кћерка речног бога Ладона, Темида или Никострата, а као могући родитељи и Ехем и Тимандра. Још као дечак, срео је тројанског краља Пријама и спријатељио се са Анхисом, који му је подарио тоболац са стрелама и одећу проткану златом. Касније је напустио Аркадију заједно са групом људи и лађом допловио до обале Тибра где га је пријатељски дочекао краљ Фаун и где је основао град који је назвао Палантеј према свом родном граду. Описиван је као веома мудар човек, који је становнике које је затекао описменио и научио их да свирају на лири и фрули. Такође им је открио и неке занате. У Лацију је основао више култова разних богова, а први је Фауна прогласио богом и у његову част установио празник Луперкалија. И Херкулу је посветио жртвеник (Ara Maxima) и установио његов култ. Као већ старији, постао је Енејин савезник, заједно са својим сином Пантом. Имао је и кћерке Дину или Дауну и Рому. Након смрти био је поштован као божанство.

## Друге личности
- Аполодор га је навео као Пријамовог сина.[2]
- Диодор га је поменуо као ликијског принца, Сарпедоновог сина, који је учествовао у тројанском рату.[2]